# Salicorn coral·loide
Microcnemum és un gènere monotípic de plantes amb flor de la família de les  amarantàcies i de la subfamília de les Salicornioideae on també es troben altres gèneres de plantes pròpies d'indrets amb sòls salins (halòfits), suculentes, amb tiges articulades i amb fulles esquamiformes molt reduïdes, com Salicornia, Halocnemum, Arthrocaulon, Halopeplis, Halostachys, Sarcocornia... Tots ells pertanyien tradicionalment a la família de les quenopodiàcies, abans que el Grup per a la filogènia de les angiospermes proposés incloure tota aquesta família dins de les amarantàcies.
Conté una sola espècie: Microcnemum coralloides (el salicorn coral·loide) que és un halòfit anual nan amb tiges carnoses, aparentment articulades, i fulles i flors reduïdes. Té dues subespècies amb una curiosa distribució disjunta a Espanya i a l'Àsia occidental.

## Descripció i hàbitat
Microcnemum coralloides és una herba anual baixa de 5 a 10 cm d'alçada. El color és variable, des de tons verdosos fins a esdevenir sovint de color porpra. Les tiges són suculentes, erectes, articulades i ramificades. Les fulles oposades (com a la majoria de salicorns) són petites escates carnoses, connates. A l'axil·la d'unes fulles bracteals apareixen tres flors minúscules agrupades en una cima. La del mig és hermafrodita i les laterals normalment només femenines. Les flors completes només tenen un estam i un ovari amb dos estigmes. Quan les flors es desprenen queda una cavitat cònica que conté les llavors.
Les plantes són halòfites i creixen a les vores de llacunes interiors planes molt salines, fins i tot sobre crostes de sal gruixudes, aprofitant basses temporals que s'omplen d'aigua quan plou. Toleren una salinitat extrema durant l'estació seca.
Les llavors no arriben a mesurar més de 0,5mm i són dispersades per formigues, que se les emportarien enganxades amb fang entre les seves potes. Aquestes llavors germinen després de les pluges, un cop s'evapora l'aigua entollada. El desenvolupament de la planta és molt ràpid, pot passar menys d'un mes en aparèixer les flors i els fruits.
Microcnemum coralloides és una espècie molt rara que es troba a la llista d'espècies amenaçades de l'estat espanyol dins de la categoria de vulnerable. En canvi, està catalogada com a espècie en perill pel Decret 172/2008, de 26 d’agost de la Generalitat, mitjançant el qual es va crear el Catàleg de flora amenaçada de Catalunya. A Catalunya només ha estat localitzada a la plana de Lleida, en indrets salats que s'omplen d'aigua quan plou de l'Urgell i el Pla d'Urgell. L'any 2014 es va trobar aquesta espècie al País Valencià, prop de Villena (Alt Vinalopó)
També figura en la llista de taxons amenaçats d'algunes Comunitats autònomes, com Aragó, Castella - la Manxa, Castella i Lleó i Navarra.

## Taxonomia
La primera descripció vàlida  de l'espècie va ser feta l'any 1863 per Francisco Loscos Bernal i José Pardo Sastrón que la van incloure dins del gènere Arthrocnemum:
- Arthrocnemum coralloides Loscos & J.Pardo.

Abans d'això, els autors havien utilitzat el nom de Salicornia fastigiata per a la mateixa espècie en un manuscrit inèdit, "Flora d'Aragó". El 1876, Franz Ungern-Sternberg va transferir l'espècie a un nou gènere monotípic, Microcnemum. Però el seu Microcnemum fastigiatum (Loscos & J.Pardo) Ung.-Sternb. era un nom il·legítim, perquè es basava en un nom inèdit. Odón de Buen va corregir la combinació amb el nom vàlid segons la bibliografia moderna:
- Microcnemum coralloides (Loscos & J.Pardo) Buen (1883).

Aquest gènere conté una única espècie amb dos subespècies amb àrea de distribució disjunta:
- Microcnemum coralloides (Loscos & J.Pardo) Buen subsp. coralloides és un endemisme de la península ibèrica.
- Microcnemum coralloides subsp. anatolicum Wagenitz viu a l'Iran, Líban, Síria, Transcaucàsia i Turquia.